# Epinotia bilunana
Epinotia bilunana es una especie de polilla del género Epinotia, categorizada en la tribu Eucosmini, de la subfamilia Olethreutinae.

## Distribución
Se distribuye por Europa: en el Reino Unido, Francia y Rusia.

## Taxonomía
Fue descrita por Adrian Hardy Haworth en 1811.
Tratamiento taxonómico
La especie aparece registrada y publicada en Lepid. Br. (3): 436.